# 張木舟
張木舟（1903年1月14日—1976年1月4日），又名穆周，浙江嘉興人，中華民國大陸時期政治人物，曾任平湖縣長、嘉興縣參議會議長等職。

## 生平
张木舟出生于嘉兴新塍镇西南大街周家厅后，幼时求学于秀才沈隽人，学习刻苦。后畢業於上海東亞大學。
1943年，任平湖县县长，带三个自卫大队进驻平湖，开展抗日斗争。
1945年，張木舟被任命为桐乡县长，未到职。
1976年1月4日，张木舟因心肌梗塞病逝于台北市中心诊所，享寿72岁。